# Liste von Schiffen mit dem Namen Maria Rickmers
Maria Rickmers ist ein mehrfach genutzter Name für Schiffe. Namensgebend war Maria Rickmers, die Gattin des Reeders Peter Rickmers.

## Schiffsliste
| Bezeichnung    | Schiffsart                    | Baujahr | Bauwerft              | Eigner            | Dienstzeit | Verbleib                                      | Bild |
| -------------- | ----------------------------- | ------- | --------------------- | ----------------- | ---------- | --------------------------------------------- | ---- |
| Maria Rickmers | Bark                          | 1868    |                       | Rickmers Reederei | 1868–1889  | 1889 verkauft und in Gratia umbenannt         |      |
| Maria Rickmers | Fünfmastbark (Auxiliarsegler) | 1892    | Russel & Co., Glasgow | Rickmers Reederei | 1892–1892  | 1892 verschollen                              |      |
| Maria Rickmers | Dampfschiff                   | 1896    |                       | Rickmers Reederei | 1896–1900  | 1900 verkauft und in Helgoland umbenannt      |      |
| Maria Rickmers | Passagierschiff               | 1902    |                       | Rickmers Reederei |            | 1903 an den NLD verkauft, in Paklat umbenannt |      |
| Maria Rickmers | Dampfschiff                   | 1904    |                       | Rickmers Reederei | 1904–1912  | 1912 verkauft, in Stambul umbenannt           |      |
| Maria Rickmers | Containerschiff               | 1993    |                       | Rickmers Reederei | seit 1993  |                                               |      |